# ウラジーミル・ジダーノフ

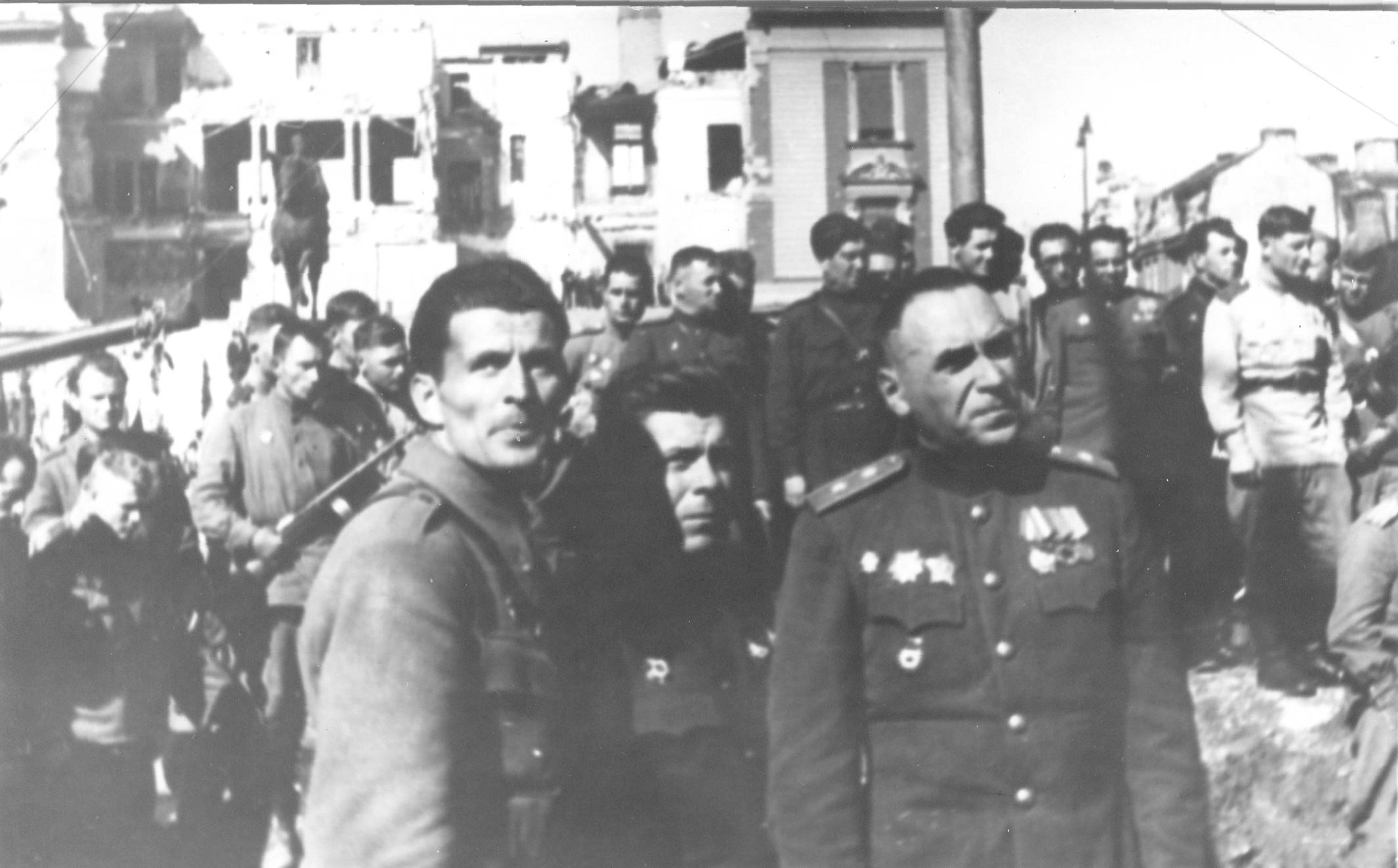
1944年、ベオグラード解放の際のペコ・ダプチェヴィッチ将軍（前列左）とジダーノフ将軍（前列右）。

ウラジーミル・イヴァーノヴィチ・ジダーノフ（ロシア語: Владимир Иванович Жданов、Vladimir Ivanovich Zhdanov、1902年 – 1964年10月19日）は、ソビエト連邦赤軍の戦車隊を率いた上級大将。第二次世界大戦中は、ソビエト連邦赤軍の少将であった。

## 軍歴
1941年、ジダーノフはシズランスク戦車学校の副司令官となった。1941年から1942年にかけて、軍幹部学校に学び、1942年から1944年にかけては、第13戦車軍団を率いた。1944年から1945年にかけては、第4親衛機械化軍団の指揮を執った。1945年から1947年には、第5親衛機械化師団の指揮官であった。1947年から1949年には、第6親衛機械化師団の指揮官であった。1950年と1951年には再び軍幹部学校に学んだ。その後、1953年まで極東軍管区の参謀長を務めた。1951年から1953年には、極東軍管区の最高司令官補も兼務した。ジダーノフは、南ウラル軍管区や中央軍集団でも最高司令官代理も務めた。さらに、ザバイカル軍管区でも最高司令官補首席を務めた。1961年から1964年には、当時の東ドイツ（ドイツ民主共和国）の国家人民軍の上級軍事顧問となった。1964年にはソビエト連邦の戦車学校の司令官となった。
ジダーノフは、ソ連邦英雄を受章した。

## ベオグラード攻勢
1944年のベオグラード攻勢のとき、ジダーノフは第4親衛機械化軍団の司令官だった。彼の師団は、1944年10月20日にベオグラードを奪取した。後にジダーノフは、ユーゴスラビアから人民英雄勲章を贈られている。また、 ベオグラードには、彼の名にちなんで命名された街路が2か所ある。

## 事故死
ジダーノフは、1964年10月19日に、飛行機の墜落事故によりアバラ山で死亡したが、これは1944年10月20日のソ連軍によるベオグラード解放20周年の記念式典に向かう途上のことであった。この墜落事故では、ソ連邦元帥セルゲイ・ビリュゾフも死亡した。

## 残されたもの
ベオグラード中心部のレサフスカ (Resavska) 通りは、1946年から1851年までと、1966年から1997年まで、彼の名を冠して呼ばれてた。2010年には、ノヴィ・ベオグラード地区内の街路のひとつを彼の名に改称することを目指す運動が始まった。2016年、ベオグラード市長ゴラン・ヴェジッチ  (Goran Vesić) が市議会で、この提案を受け入れることを公表し、それまでポトルスカ (Pohorska) 通りと呼ばれていたノヴィ・ベオグラードの街路が、ジダーノフ将軍通りと改名された。また、ゴカ・デルセフ (Goce Delcev) 通りも、フョードル・トルブーヒンにちなんでトルブーヒン元帥大通りと改名された。